# Brigitte Bar
Brigitte Bar est une tireuse française spécialisée en Fosse olympique.

## Palmarès

### Championnats d'Europe
- Championne d'Europe individuelle en 1957 à Paris.